# Syagrus petraea
Syagrus petraea är en enhjärtbladig växtart som först beskrevs av Carl Friedrich Philipp von Martius, och fick sitt nu gällande namn av Odoardo Beccari. Syagrus petraea ingår i släktet Syagrus och familjen Arecaceae. Inga underarter finns listade i Catalogue of Life.